# Wagneriana madrejon
Wagneriana madrejon är en spindelart som beskrevs av Levi 1991. Wagneriana madrejon ingår i släktet Wagneriana och familjen hjulspindlar.
Artens utbredningsområde är Paraguay. Inga underarter finns listade i Catalogue of Life.